# (1630) Milet
(1630) Milet est un astéroïde de la ceinture principale.

## Description
(1630) Milet est un astéroïde de la ceinture principale. Il fut découvert le 28 février 1952 à Alger par Louis Boyer. Il présente une orbite caractérisée par un demi-grand axe de 3,03 UA, une excentricité de 0,17 et une inclinaison de 4,5° par rapport à l'écliptique.

## Compléments